# Oreodera albata
Oreodera albata är en skalbaggsart som beskrevs av Jean François Villiers 1971. Oreodera albata ingår i släktet Oreodera och familjen långhorningar.
Artens utbredningsområde är Panama. Inga underarter finns listade i Catalogue of Life.